# Горово Илавецкје
Горово Илавецкје (пољ. Górowo Iławeckie) град је у Пољској у Војводству варминско-мазурском. По подацима из 2012. године број становника у месту је био 4350.
.

## Становништво
| 2012. |
| ----- |
| 4.350 |

## Партнерски градови
- Багратионовск